# Walter Barnes (Musiker)
Walter Barnes (* 8. Juli 1905 in Vicksburg (Mississippi); † 23. April 1940 in Natchez (Mississippi)) war ein US-amerikanischer Jazz-Klarinettist, Saxophonist und Bandleader.

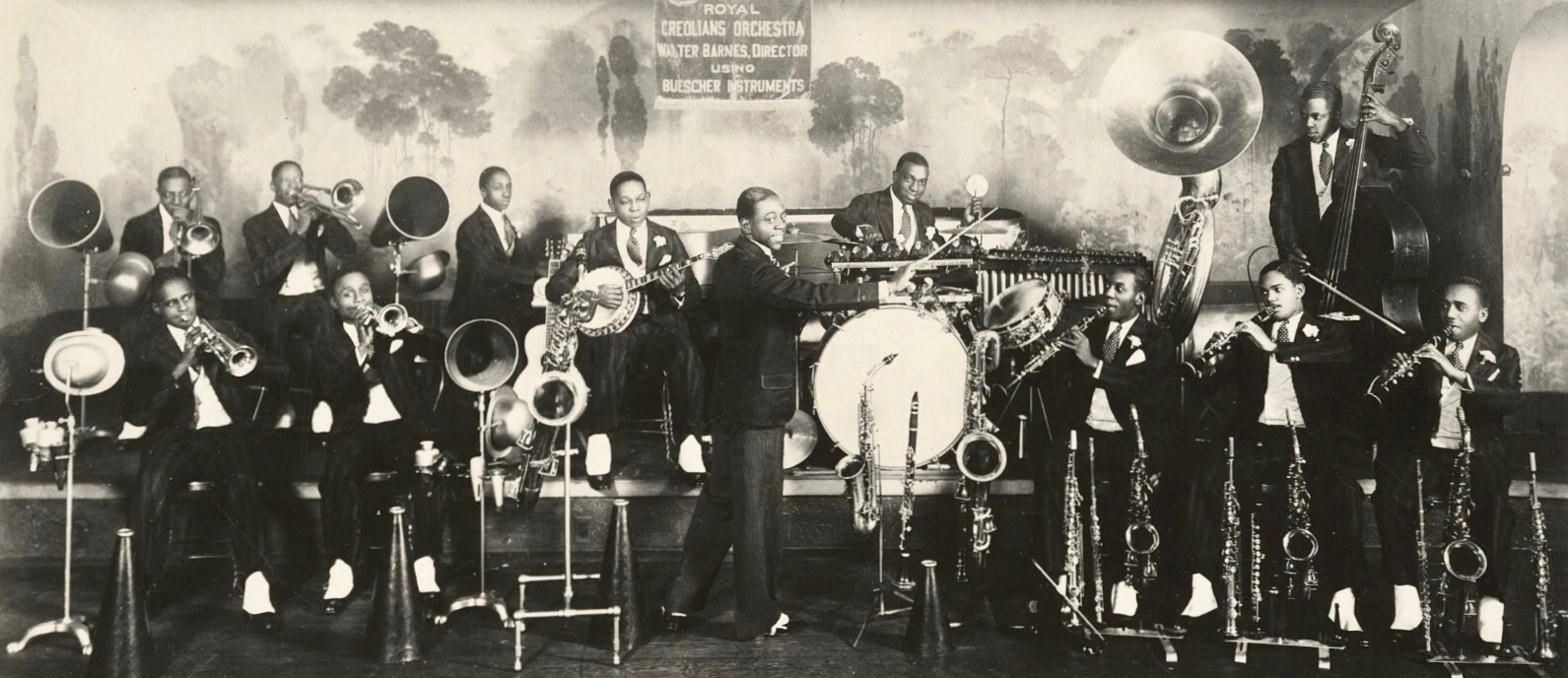
1928

Walter Barnes wuchs in Chicago auf und studierte bei Franz Schoepp, außerdem am Chicago Musical College und dem American Conservatory of Music. Ab Anfang der 1920er Jahre leitete er eigene Bands; daneben spielte er bei Detroit Shannon und dessen Royal Creolians. Als Shannons Musiker mit dessen Leitung unzufrieden wurden, übernahm Barnes die Kontrolle über das Ensemble. Er spielte meist in Chicago, obwohl die Band auch ein Engagement im Savoy Ballroom in New York City hatte. Er trat fast zwei Jahre im Cotton Club in Cicero (Illinois), einem Club, der Al Capones Bruder Ralph gehörte  1928/29 entstanden Aufnahmen für Brunswick Records. In den 1930er Jahren tourte er jährlich erfolgreich durch die Südstaaten der USA; 1938 umfasste sein Orchester 16 Mitglieder.
Barnes gehörte am 23. April 1940 zu den Opfern eines Brandunglücks in Natchez (Mississippi). Er trat dort nachts im Rhythm Club mit einer achtköpfigen Band auf, als in dem Holzbau, einer ehemaligen umgebauten Werkstatt mit nur einem Ausgang, ein Feuer ausbrach. Zu den insgesamt 201 Opfern des Brandes gehörten auch viele seiner Bandmitglieder, so auch Paul Stott und die Sängerin Juanita Avery. Nur zwei Musiker der Gruppe überlebten.
Die Tragödie und Barnes Tod wurden in zahlreichen Songs thematisiert, so in „We The Cats Shall Hep You“ von Cab Calloway; „For You“ von Slim Gaillard; „You're A Heavenly Thing“ von Cleo Brown; „The Death Of Walter Barnes“ von Leonard "Baby Doo" Caston; „The Natchez Burnin“ von Howlin’ Wolf; oder „Natchez Fire“ von John Lee Hooker.